# Maxomys musschenbroekii
Maxomys musschenbroekii — вид пацюків (Rattini), ендемік Сулавесі, Індонезія.

## Морфологічна характеристика
Довжина голови й тулуба від 115 до 158 мм, довжина хвоста від 112 до 148 мм, довжина ступні від 30 до 38 мм, довжина вух від 16 до 22 мм. Волосяний покрив короткий, м'який, щільний і не дуже колючий. Верхні частини коричневі, а черевні частини, щоки і горло білі. Вуха округлі, подовжені, без шерсті. Вуса короткі, темні з білими кінчиками. Хвіст коротший за голову і тулуб і тонко вкритий волоссям. Каріотип 2n = 36, FN = 59–60.

## Середовище проживання
Мешкає в різних типах лісів, від узбережжя до гірських вершин, навіть у вторинних.

## Спосіб життя
Це наземний вид. Харчується фруктами, комахами та равликами